# بلاوة ترة عليا (مقاطعة تشرداول)
بلاوة ترة عليا (بالفارسية: بلاوه تره علیا) هي قرية تقع في قسم بيجنوند الريفي (مقاطعة تشرداول) في إيران. يقدر عدد سكانها بـ 81 نسمة بحسب إحصاء 2016.